# Nymphon molleri
Nymphon molleri är en havsspindelart som beskrevs av Clark, W.C. 1963. Nymphon molleri ingår i släktet Nymphon och familjen Nymphonidae. Inga underarter finns listade i Catalogue of Life.